# Saldanha (metropolitana di Lisbona)
La stazione di Saldanha è una stazione della metropolitana di Lisbona, situata all'incrocio tra la linea Gialla e la Rossa.
Inaugurata nel 1959 come stazione della linea Blu, dal 1995 la stazione fa parte della linea gialla della rete.
Nel 2009 la stazione è stata ampliata per permettere la coincidenza tra la linea Rossa e la Gialla.

## Interscambi
Nelle vicinanze della stazione effettuano fermata alcune linee automobilistiche urbane, gestite da Carris.
- Fermata autobus